# Блокиран достъп до Уикипедия от Турция
Блокираният достъп до Уикипедия от Турция се разпростира върху всички версии на възможни езици и е съобщен от организацията „Турция блокира“, независима НПО. Това се случва на 29 април 2017 г. в 8:00 часа местно време (7:00 българско) и свършва 15 януари 2020 г. Блокирането започва след административна заповед на Съвета за информационни технологии и комуникации. Според властите, достъпът в Турция е блокиран, защото Уикипедия е работила за очерняне имиджа на турската страна. МВнР на Турция заявява, че ръководството на енциклопедията е било уведомено за необходимостта да престане да публикува „лъжлива и непотвърдена информация“ за връзки на Анкара с ислямистки терористични организации, но въпреки нееднократните предупреждения, енциклопедията отказала да отстрани това съдържание. По този повод, основателят на енциклопедията Джими Уейлс написва в личния си профил обръщение към турците, в което твърди, че достъпа до информация е основно човешко право и той ще продължи да се бори за това.
Подобен феномен се наблюдава не за първи път в Турция и е насочен спрямо определени т.нар. социални мрежи, приемайки се като част от необявената виртуална война. Според различни информации Турция е блокирала също и десетки хиляди сайтове, а вътрешни източници намекват, че причината е свързана с „контратероризъм“. Две години и половина преди блокажа Владимир Путин съобщава, че Русия ще създава алтернативна световна и свободна виртуална енциклопедия, понеже рускоезичният вариант на свободната енциклопедия не бил (благо)надежден.
Държавна цензура на Уикипедия има в много страни, включително блокиран достъп до Уикипедия от Китай.